# G1 AL 1001 à 1039
Pour les articles homonymes, voir G1.
Dès la signature du Traité de Francfort en 1871 consacrant l'annexion de l'Alsace-Lorraine par l'Empire allemand, les autorités administrant les chemins de fer de cette province durent, dans l'urgence, bâtir un parc roulant puisque la Compagnie des chemins de fer de l'Est avait retiré tout son matériel de ces territoires. Pour ses locomotives à vapeur destinées au service marchandises et mixtes (type G), la nouvelle administration, dénommée Kaiserliche Generaldirektion der Eisenbahnen in Elsass-Lothringen (Direction générale impériale des chemins de fer d'Alsace-Lorraine ou EL), acheta auprès d'autres administrations ou usines des machines variées.

## Genèse
La première série, nommée C1 acquise par l'EL comprenait quatre locomotives de type 040 des chemins de fer de l'État hongrois. Construites par G.Sigl à Wiener-Neustadt, elles furent très probablement réformées avant la mise en place de la nouvelle numérotation de 1906.
Enfin, le groupe des G1 se constitua petit à petit sur la base de machines de disposition d'essieux 030 à partir de la seconde série nommée C2. Ce groupe compta une trentaine de locomotives toutes de conception autrichienne :
- C2 n°62 à 73 : construites par G.Sigl à Wiener-Neustadt en 1871 pour la ligne Alföld - Fiume (Rijeka). Immatriculées en 1906, G1 n°1001 à 1012, elles furent réformées à partir de 1910 jusqu'en 1923.
- C3 n°74 à 77 : construites par le même constructeur pour les Kaiser-Ferdinands-Nordbahn (KFNB), Chemins de fer de l'Empereur Ferdinand, en 1870. Elles furent livrées l'année suivante à l'EL. Immatriculées G1 n° 1013 à 1016 en 1906, elles furent réformées vers 1910 - 1911.
- C14 n°310 à 315 : construites en 1872 par les ateliers de Floridsdorf pour le Prag-Duxer Eisenbahn (PD), Chemins de fer de Prague à Dux (Duchcov en République Tchèque), elles furent rachetées pour l'EL. Elles étaient identiques aux machines de la série 50.01–25 (ex-PD) des Kaiserlich-königliche österreichische Staatsbahnen (kkStB), Chemins de fer d'État d'Autriche. Renumérotées G1 n°1017 à 1022 en 1906, elles furent réformées entre 1910 et 1918, sauf la 1019 rayée des effectifs de l'AL en 1921.
- C15 n°316 à 332 : construites par G.Sigl, ces six machines étaient identiques aux précédentes. Elles prirent les n°1023 à 1039 en 1906 et furent réformées entre 1909 et 1924.

Toutes les locomotives de cette série conservèrent leurs numérotation de 1906 lors du passage à la nouvelle numérotation de 1912. Le réseau ferroviaire d'Alsace-Lorraine (AL) hérita à sa création en 1919 des machines suivantes : G1 n°1002 (réformée en 1923), 1019, 1025 (en 1921), 1036 (en 1922) et 1039 (en 1920).

## Description
Ces machines à trois essieux accouplés avaient un moteur à deux cylindres extérieurs à simple expansion. Elles avaient une distribution par « coulisses d'Allan » intérieure. Leurs chaudières, à l'origine timbrée à 8 kg/cm2, furent remplacées par des chaudières de type « Crampton » ou prussien (pour les C15) timbrées à 10 kg/cm2 vers 1901.

## Caractéristiques
- Pression de la chaudière : 8 à 10 kg/cm2
- Diamètre des cylindres : 632 mm
- Diamètre des roues motrices : 1 180 mm
- Masse en ordre de marche : ?
- Longueur hors tout : ?
- Vitesse maxi en service : 40 km/h